# 인나 추리코바
인나 미하일로브나 추리코바(러시아어: И́нна Миха́йловна Чу́рикова, 영어: Inna Churikova, 1943년 10월 5일 ~ 2023년 1월 14일)는 러시아의 배우이다.

## 출연 작품
- 더 랜드 오브 오즈 (2015)
- 마더 (1990)
- 워-타임 로맨스 (1984)